# Walter Hasenclever
Walter Hasenclever (Aachen, 8 de julho de 1890 - Les Milles, Bouches-du-Rhône, França, 21 de junho de 1940) foi um dramaturgo e poeta alemão.
Foi um dos principais dramaturgos expressionistas, tendo abordado temas como o conflito de gerações (Der sohn), 1914, a revolta entre os convencionalismos e a solidariedade entre os homens. Mais tarde compôs comédias num estilo tradicional.